# Ex nunc
La locuzione latina ex nunc letteralmente significa "da ora in poi".
Soprattutto con riferimento ad argomenti di diritto, è consuetamente contrapposta all'altra locuzione ex tunc, che vuol dire "da allora", e sta a indicare che una determinata azione oppure giudizio agisce da quel momento. È quindi utilizzata come sinonimo di non retroattività.
Per esempio si pensi a una legge che abroga una legge anteriore. Se agisce ex nunc, allora agisce dalla data dell'entrata in vigore, rimuovendo solo da quella data in poi gli effetti della legge anteriore.
La manualistica di settore raccomanda di effettuare un attento esame del caso specifico e della normativa ad esso connessa per determinare se l'efficacia di un determinato atto sia ex tunc o ex nunc.